# Nomex
Nomex je vatrootporni meta-aramidni materijal kojeg je razvio DuPont u ranim 1960-ima i izdao na tržište 1967. godine.

## Svojstva
Nomex i povezani aramidni polimeri su povezani s najlonom, ali imaju aromatske okosnice, zbog čega je Nomex više krut i izdržljiv. Nomex je primjer meta varijante aramida. Ima odličnu termalnu, kemijsku i radijacijsku otpornost kao polimerni materijal.

## Proizvodnja
Polimer je proizveden kondenzacijskom reakcijom monomera m-fenilendiamina i izoftalne kiseline.

## Primjene
Papir je korišten za tiskane pločice, transformatore i za saćaste strukture otporne na vatru kod kojih je zasićen fenolnom smolom. Laminati od Nomexa korišteni su za igradnju letjelica. Nomex kapuljača je obavezni dio trkaće i vatrogasne opreme. Vozači trkaćih sportskih automobila i vojni piloti mogu nositi odijela od Nomexa i ostalih vatrootpornih materijala.